# Francisco Ángel Blanco Nieto
Francisco Ángel Blanco Nieto (Còrdova, 1966) és un músic de jazz valencià, director i cofundador de Sedajazz, també conegut amb el sobrenom de Latino Blanco, o simplement Latino. Intèrpret de saxòfon i flauta.
Des de 1991 dirigeix el col·lectiu de músics Sedajazz. A més del jazz, també ha sigut de la formació de música pop valenciana Presuntos Implicados durant 10 anys.